# Hyles wilsoni
Wilson's Sphinx (Hyles wilsoni) là một loài bướm đêm thuộc họ Sphingidae. Nó là loài đặc hữu của Hawaii.
Larvae of have been recorded on Acacia koa, Bobea, Euphorbia, Metrosideros, Pelea và Straussia.